# Século X.X. / Bestial Devastation
Século X.X. / Bestial Devastation (někdy uváděné i jako Século XX / Bestial Devastation) je split album brazilských metalových skupin Overdose a Sepultura vydané v prosinci roku 1985 brazilským hudebním vydavatelstvím Cogumelo Produções na 12" vinylové desce. Século X.X. patří Overdose a Bestial Devastation je strana Sepultury, v jejím případě jde o vůbec první oficiální nahrávku. Overdose mají texty v portugalštině, Sepultura v angličtině.
Split album je považováno za významné v historii brazilského metalu a pomohlo Cogumelo Produções k pozici průkopníka a prvního úspěšného vydavatelství tamní tvrdé hudební scény. Příspěvek Sepultury – Bestial Devastation – je zároveň považován za jednu z prvních deathmetalových nahrávek obecně.

Toto legendární thrash/deathmetalové album bylo několikrát znovuvydané, mj. v roce 2017.

## Seznam skladeb
A1 "Anjos do Apocalipse – 10:02 (Overdose)
A2 "Filhos do Mundo" – 6:04 (Overdose)
A3 "Século XX" – 5:03 (Overdose)
B1 "The Curse" – 0:39 (Sepultura)
B2 "Bestial Devastation" – 3:06 (Sepultura)
B3 "Antichrist" – 3:46 (Sepultura)
B4 "Necromancer" – 3:52 (Sepultura)
B5 "Warriors of Death" – 4:07 (Sepultura)